# 의성 자락리 석조여래좌상
의성 자락리 석조여래좌상(義城 自樂里 石造如來坐像)은 대한민국 경상북도 의성군 비안면 자락리에 있는 고려시대의 불상이다. 1974년 12월 10일 경상북도의 유형문화재 제56호로 지정되었다.

## 개요
굴암산 중턱의 병풍처럼 둘러싸인 암벽에 자연동굴이 있고 그 안에 불상이 있다. 연꽃무늬가 새겨진 4각의 대좌(臺座)위에 양 발을 무릎 위로 올린 모양으로 앉아있는데, 신체는 전체적으로 네모진 모양이다.
머리에는 작은 소라 모양의 머리칼을 붙여 놓았으며, 그 위로 상투 모양의 머리묶음이 넓고 높게 표현되어 얼굴을 길어 보이게 한다. 어깨는 좁아서 움추린 듯 하며, 양 어깨에 걸쳐 입은 옷은 형식적으로 표현되었다. 무릎은 높으면서 폭이 좁고, 허리가 길게 표현되어 불안정한 자세를 보여준다.
머리 모양과 가슴에 보이는 속옷에서 옛 모습이 보이지만 긴 허리와 네모진 대좌, 형식화된 신체표현 등으로 보아 고려시대에 만들어진 불상이 분명하다.

## 참고 문헌
- 비안면자락동석조여래좌상 - 국가유산청 국가유산포털